# اندیس گل سرشوی کوه خضری بزمان
گل سرشوی کوه خضری بزمان یک اندیس غیرفلزی است که در حوالی شهر خاش استان سیستان و بلوچستان قرار دارد و مادهٔ معدنی موجود در آن، گل سرشو است.سنگ میزبان این اندیس سنگهای ولکانیکی است و دیرینگی آن به دوران ائوسن می‌رسد. 